# Orange County Register
El Orange County Register es un periódico diario de pago publicado en Anaheim, California y cubre todo el Condado de Orange. Digital First Media es propietario del periódico desde 2016. Freedom Communications fue propietario del periódico de 1935 a 2016.